# Station Thyregod
Station Thyregod is een station in Thyregod, Denemarken en ligt aan de lijn Holstebro - Vejle. Voorheen lag het ook aan de lijn Horsens - Thyregod.